# Chromis earina
Chromis earina is een baarsachtige uit het geslacht Chromis die voorkomt in de Stille Oceaan. De soort werd voor het eerst beschreven in 2008. De soort vertoont veel gelijkenissen met C. brevirostris, die in dezelfde publicatie beschreven werd.

## Naamgeving
De soortaanduiding earina is een gelatiniseerde vorm van het Oudgriekse bijvoeglijk naamwoord "εαρινος", dat staat voor "de kleur van de lente", groen dus. Dit verwijst naar de lichtgroene kleur van het dier.

## Voorkomen
C. earina komt voor in het westen van de Stille Oceaan. Hij is meer bepaald waargenomen in koraalriffen nabij Puluwat (Micronesia), Palau, Papoea-Nieuw-Guinea, Vanuatu en Fiji. Eén exemplaar werd ook waargenomen bij Misool. Hij werd niet waargenomen bij Rarotonga, Kiritimati en Amerikaans-Samoa.

## Kenmerken
Het grootste beschreven exemplaar van C. earina was 6,75 cm lang. De kleur van een vers gevangen exemplaar is dof grijsblauw, in leven is een vis van deze soort helder lichtgroen. In het midden van zijn flanken heeft hij één of soms twee witte vlekken ter grootte van een schub. Boven de oogkas en tussen de oogkas en nek bevindt zich een kopergroen oppervlak. De rug- en aarsvin hebben op de buitenrand een licht turquoise kleur.
1. ↑  (en) Chromis earina op de IUCN Red List of Threatened Species.